# Архиепархия Альби

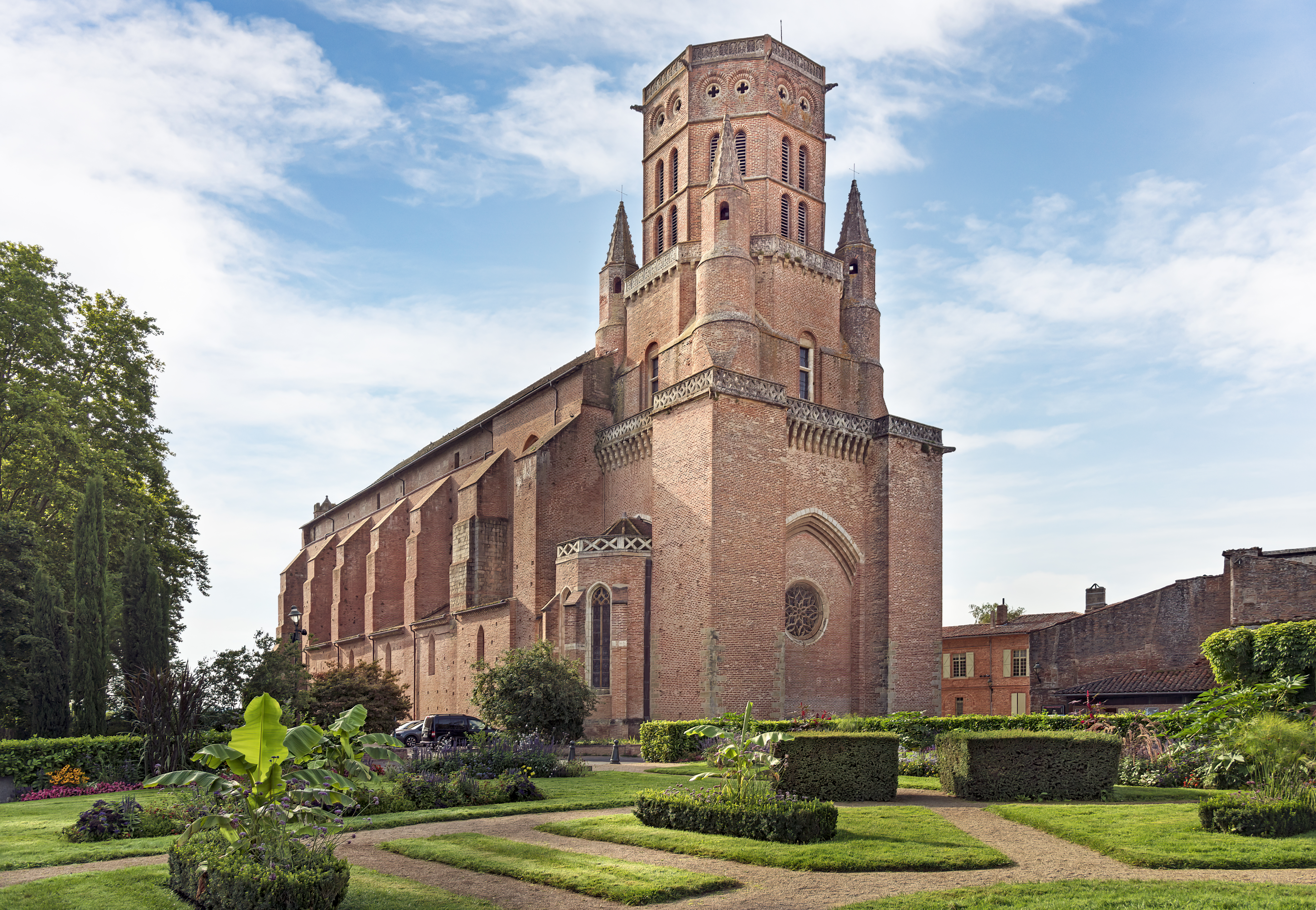
Древний собор Святого Алена, Лавор

Архиепархия Альби, Кастра и Лавора (лат. Archidioecesis Albiensis, фр. Archidiocèse d'Albi, Castres et Lavaur) архиепархия в составе архиепархии-митрополии Тулузы Римско-католической церкви во Франции. В настоящее время епархией управляет архиепископ Жан-Мари-Анри Легре.
Клир епархии включает 176 священников (134 епархиальных и 42 монашествующих священников), 10 диаконов, 87 монахов, 439 монахинь.
Адрес епархии: 12 rue de la Republique, 81012 Albi CEDEX 9, France.

## Территория
В юрисдикцию епархии входит 509 приходов в департаменте Тарн.
Кафедра архиепископа находится в городе Альби в соборе Святой Цецилии.

## История
Кафедра Альби была основана в III веке, и в начале являлась епископством-суффраганством архиепархии Буржа.
К концу XII века ересь катаров распространилась по во всему Лангедоку. Особенно активно катары проповедовали в деревнях, расположенных в епархии Альби. Успех их проповеди был настолько велик, что катаров нередко называли альбигойцами.
В XIII веке территория епархии стала ареной крестового похода против альбигойцев, начавшегося по просьбе графа Раймонда VI Тулузского, с которой он обратился к Церкви на IV Латеранском соборе в 1215 году, и завершившегося в 1254 году полной победой Инквизиции над движением альбигойцев.
9 июля 1317 года уступила часть своей территории в пользу новой епархии Кастра.
3 октября 1678 года епархия Альби была возведена в ранг архиепархии-митрополии буллой Triumphans Pastor Папы Иннокентия XI. В состав церковной провинции митрополии Альби вошли епархии Родеза, Кастра, Вабра, Каора и Манда.
После конкордата 1801 года буллой Qui Christi Domini Папы Пия VII от 29 ноября 1801 года архиепархия Альби была упразднена, а её территория была присоединена к епархии Монпелье (ныне архиепархии).
В июне 1817 года между Святым Престолом и правительством Франции был заключен новый конкордат, за которым последовала 27 июля булла Commissa divinitus. Папа восстановил кафедру Альби. Архиепископом был назначен Шарль Бро, переведенный с кафедры Байе. Однако, поскольку конкордат не был ратифицирован парламентом в Париже, назначение архиепископа осталось без последствий.
6 октября 1822 года буллой Paternae charitatis Папа Пий VII восстановил архиепархию на территории древней епархии Альби и епархий Кастра и Лавора, после чего архиепископ смог приступить к своим обязанностям.
17 февраля 1922 года к титулу архиепископа Альби был добавлен титул епископов Кастра и Лавора, кафедр, вошедших в эту архиепархию.
8 декабря 2002 года архиепархия Альби утратила достоинство митрополии и вошла церковную провинцию митрополию Тулузы, сохранив за собой название архиепархии.

## Ординарии епархии
| - святой Клар (III век); - Анфим (III век); - Диогениан (упоминается в 406); - Анемий (упоминается в 451); - Сабин (упоминается в 506); - Амвросий (упоминается в 549); - святой Сальвий (571—580); - Дезидерий (585); - Фредемунд (упоминается в 614); - Констанций (625—647); - Дидон (663—664); - Рихард (673); - Цитруин (692 — 30.05.698); - святой Амаранд (700); - Гуго I (722—725); - Иоанн I (734); - Вердат (812); - Гильом I (825); - Балдуин (844); - Пандевий (854); - Агамберт (IX век); - святой Луп (869—879); - Элигий (886 — 17.11.886); - Адолен (887—891); - Гобедрик (920); - Патерн (921); - Ангельвин (936); - Мирон (941); - Бернар I (963); - Фротер (972—987); - Онорат I (X век); - Амелий I (987); - Ингельбин (990); - Онорат II (992); - Амблар (998); - Амелий II (1019—1031); - Гильом II (1051 — 05.08.1054); - Альдегер (XI век); - Фротар (1062—1079); - Гильом III де Пуатье (1079—1090); - Готье (1096); - Юг II (1098—1099); - Риго I (упоминается в 1101); - Адельгер I (1102); - Арноль де Сессенон (1103); - Адельгер II де Пенн (1109); - Сикар (1115); - Бертран I (1115—1125); - Юмбер де Жеро (1125—1127); - Гильом (1127—1128); - Юг III (1135—1143); - Риго II (1144—1156); - Гильом IV де Пьер (1157); - Жерар I (1165); - Клод I д’Aндри (1183); - Гильом V де Пьер де Бран (1185—1227); - Дюран (24.04.1228 — 1254); - Бернар II де Комбре (1254—1271) - Sede vacante (1271—1275); - Бернард III де Кастане (07.03.1275 — 30.07.1308) — назначен епископом Ле-Пюи-эн-Велей; - Бертран II де Борд (30.07.1308 — 19.12.1310); - Жеро II (1311); - Беро де Фарж (31.07.1313 — 1333); | - Пьер I де ла Ви (15.06.1334 — 1336); - Бернар IV де Камье (20.10.1337 — 28.11.1337); - Гильом VI Кур (03.12.1337 — 18.12.1338) — цистерцианец; - Петавен де Монтескью (27.01.1339 — 17.12.1350); - Арноль II Гильом де Ла Барт (22.12.1350 — 1354); - Юг IV Обер (28.11.1354 — 11.03.1379); - Доминик I де Флоранс (18.05.1379 — 30.05.1382) — доминиканец, назначен епископом Сент-Понс-де-Томьер; - Жан II де Се (30.05.1382 — 1383); - Гильом VII де ла Вульт (04.11.1383 — 15.10.1392); - Пьер II (1386—1392/1393) — антиепископ; - Доминик I де Флоранс (24.10.1392 — 24.08.1410) — вторично, доминиканец, назначен архиепископом Тулузы; - Пьер III де Невё (05.09.1410 — 1434); - Робер I д’Овернь (12.04.1434 — 1461) — бенедиктинец; - Бернар V де Казильяк (12.10.1461 — 11.11.1462); - Жан III Жуффруа (10.12.1462 — 11.12.1473) — бенедиктинец; - Луи I д’Aмбуаз (24.01.1474 — 01.07.1503); - Луи II д’Aмбуаз (01.07.1503 — 30.09.1510); - Робер де Гибе (30.09.1510 — 09.11.1513) — апостольский администратор; - Джулио Медичи (21 ноября 1513 — 14 февраля 1515) — апостольский администратор; - Шарль I Роберте (14.03.1515 — 1515); - Жан-Жак Роберте (25.05.1515 — 26.05.1518/1519); - Адриен Гуффье де Буаси (06.06.1519 — 24.07.1523) — апостольский администратор; - Эмар Гуффье де Буаси (29.02.1524 — 09.09./09.10.1528) — бенедиктинец; - Антуан Дюпра (23.12.1528 — 09.07.1535) — апостольский администратор; - Жан Лотарингский (06.08.1535 — 19.05.1550) — апостольский администратор; - Луи III Лотарингский (27.06.1550 — 1551/1554) — апостольский администратор; - Лоренцо Строцци (09.05.1551/1561 — 06.02.1568) — апостольский администратор, назначен архиепископом Экс-эн-Прованса; - Филипп де Родольф (06.02.1568 — 30.06.1574); - Джулиано Медичи (28.03.1575/1576 — 28.07.1588); - Альфонс I д’Эльбен (1588 — 08.02.1608); - Альфонс II д’Эльбен (08.02.1608 — 1634); - Гаспар де Дайон дю Люд (28.01.1636 — 24.07.1674); - Иасинт Серрони (03.10.1678 — 07.01.1687) — доминиканец; - Шарль II Ле Гу де Ла Бершер (12.10.1693 — 12.11.1703) — назначен архиепископом Нарбонны; - Анри де Несмон (12.11.1703 — 14.01.1722) — назначен архиепископом Тулузы; - Арман Пьер де ла Круа де Кастри (23.09.1722 — 15.04.1747); - Доминик де ла Рошфуко (29.05.1747 — 30.04.1759) — назначен архиепископом Руана; - Леопольд-Шарль Шуазёль де Стенвиль (28.05.1759 — 05.07.1764) — назначен архиепископом Камбре; - Франсуа Иоаким Пьер де Берни (9 июля 1764 — 3 ноября 1794); - Жан-Жоакен Госсеран (03.04.1791 — 1802) — антиепископ; - Франсуа де Пьер де Берни (02.11.1794 — 29.11.1801) — назначен архиепископом Руана; - Кафедра упразднена (1801—1817); - Шарль III Бро (01.10.1817 — 25.02.1833); - Франсуа-Мари-Эдуар де Гали (30.09.1833 — 16.06.1842); - Жан-Жозеф-Мари-Эжен де Жерфаньон (27.01.1843 — 20.11.1864); - Жан-Поль-Франсуа-Мари-Феликс Льонне (27.03.1865 — 24.12.1875); - Этьенн-Эмиль Рамадье (26.06.1876 — 24.07.1884); - Жан-Эмиль Фонтено (13.11.1884 — 23.03.1899); - Эдокс-Ирене-Эдуард Миньо (14.12.1899 — 18.03.1918); - Пьер-Селестен Сезерак (18.03.1918 — 30.01.1940); - Жан-Жозеф-Эме Муссарон (11.05.1940 — 10.03.1956); - Жан-Эмманюэль Марке (05.01.1957 — 02.08.1961); - Клод Дюпюи (04.12.1961 — 15.06.1974); - Робер-Жозеф Коффи (15.06.1974 — 13.04.1985) — назначен архиепископом Марселя; - Жозеф-Мари-Анри Рабин (17.03.1986 — 12.12.1988); - Роже-Люсьен Мендр (08.04.1989 — 07.10.1999); - Пьер-Мари-Жозеф Карре (13.07.2000 — 14.05.2010) — назначен епископом-коадъютором Монпелье; - Жан Мари Анри Легре (с 2 февраля 2011 года — по настоящее время). |  |

## Статистика
На конец 2006 года из 357 000 человек, проживающих на территории епархии, католиками являлись 281 000 человек, что соответствует 78,7 % от общего числа населения епархии.
| год  | население | население | население | священники | священники        | священники         | священники                           | постоянные диаконы | монахи  | монахи  | приходы |
| год  | католики  | всего     | %         | всего      | белое духовенство | черное духовенство | число католиков на одного священника | постоянные диаконы | мужчины | женщины | приходы |
| ---- | --------- | --------- | --------- | ---------- | ----------------- | ------------------ | ------------------------------------ | ------------------ | ------- | ------- | ------- |
| 1959 | 290.000   | 308.700   | 93,9      | 571        | 439               | 132                | 507                                  |                    | 232     | 1.360   | 506     |
| 1970 | 300.000   | 532.011   | 56,4      | 273        | 273               |                    | 1.098                                |                    |         |         | 509     |
| 1980 | 300.800   | 341.000   | 88,2      | 290        | 284               | 6                  | 1.037                                | 1                  | 16      | 764     | 509     |
| 1990 | 304.000   | 344.000   | 88,4      | 219        | 211               | 8                  | 1.388                                | 3                  | 21      | 861     | 509     |
| 1999 | 300.000   | 342.800   | 87,5      | 172        | 163               | 9                  | 1.744                                | 14                 | 43      | 573     | 504     |
| 2000 | 340.000   | 354.857   | 95,8      | 171        | 163               | 8                  | 1.988                                | 4                  | 31      | 490     | 509     |
| 2001 | 300.000   | 354.867   | 84,5      | 203        | 153               | 50                 | 1.477                                | 7                  | 109     | 514     | 509     |
| 2002 | 300.000   | 354.867   | 84,5      | 196        | 153               | 43                 | 1.530                                | 6                  | 75      | 390     | 509     |
| 2003 | 280.000   | 354.867   | 78,9      | 257        | 145               | 112                | 1.089                                | 10                 | 149     | 482     | 509     |
| 2004 | 280.000   | 354.867   | 78,9      | 183        | 141               | 42                 | 1.530                                | 11                 | 81      | 469     | 509     |
| 2006 | 281.000   | 357.000   | 78,7      | 176        | 134               | 42                 | 1.596                                | 10                 | 87      | 439     | 509     |